# Станица метроа Аксбриџ
Аксбриџ (енгл. Uxbridge tube station) је станица Лондонског метроа у северозападном Лондону, у наплатној зони 6. Станица је терминус за Аксбриџ огранке Метрополитан и Пикадили линија метроа.

## Историја
Метрополитан железница је отворила станицу Аксбриџ 4. јула 1904. године у улици Белмонт роуд, нешто северније од данашње локације. У почетку су станицу опслуживали возови са парним локомотивама, али је електрификована већ следеће године.
Станица је почела да опслужује и Дистрикт линију 1. марта 1910. године. Како је станица тада имала две платформе, сваку је користила једна линија.
23. октобра 1933. године станица Аксбриџ је постала део Пикадили линије, као замена за линију Дистрикт. 1938. године изграђена је садашња станица коју је дизајнирао Чарлс Холден, а карактеристична је по фасади од црвених цигала и пару симетричних бетонских скулптура које представљају стилизовани точак. 

## Станица данас
Кроз станицу Аксбриџ је у 2008. години прошло 6,93 милиона путника, а сваког радног дана у просеку 22 574.
| Претходна станица | Линија метроа | Линија метроа | Линија метроа | Следећа станица                                  |
| ----------------- | ------------- | ------------- | ------------- | ------------------------------------------------ |
| Терминус          |               | Метрополитан  |               | Хилингдон према станици Бејкер Стрит или Алдгејт |
| Терминус          |               | Пикадили      |               | Хилингдон према станици Кокфостерс               |